# Cryptocentrus octofasciatus
Cryptocentrus octofasciatus és una espècie de peix de la família dels gòbids i de l'ordre dels perciformes.

## Morfologia
Els mascles poden assolir els 4,5 cm de longitud total.

## Distribució geogràfica
Es troba des de l'Àfrica oriental fins a les Illes Mariannes, el sud del Japó, Palau i Guam.